# Don't Cry for Me Argentina (Madonna)
Don't Cry for Me Argentina è un brano di Madonna del 1997, per l'uscita della versione cinematografica del musical. Il brano è una cover dell'omonimo brano di Andrew Lloyd Webber.
Scelta per interpretare il ruolo principale nel film uscito nel 1996, la popstar ha registrato la colonna sonora integrale del film. Il brano è stato il secondo singolo estratto dal disco contenente la colonna sonora.
In quell'occasione viene anche pubblicato un remix dance in spagnolo nel 1997.
Il video prodotto per la canzone è esattamente la sequenza completa del film di Alan Parker, in cui Madonna esegue il brano.
Il brano viene eseguito live per la prima volta nei concerti argentini del The Girlie Show Tour (1993), 4 anni prima della registrazione e pubblicazione ufficiale della canzone. Ha fatto invece parte fissa della scaletta del The Celebration Tour (2023-2024).

## Descrizione
Nonostante molti considerassero un rischio pubblicare un brano vecchio di 20 anni come Don't Cry for Me Argentina come cd singolo, la scelta si rivelò azzeccata, ed il brano ebbe un notevole successo in tutto il mondo, arrivando nella top ten delle classifiche dei dischi più venduti in quasi tutta Europa ed alla vetta in Francia.

## Tracce
1. Don't Cry for Me Argentina (Miami Mix Edit) – 4:31
2. Don't Cry for Me Argentina (Miami Spanglish Mix Edit) – 4:29
3. Don't Cry for Me Argentina (Miami Mix) – 6:55
4. Don't Cry for Me Argentina (Album Version) – 5:34

## Classifiche
| Classifica (1997) | Posizione massima |
| ----------------- | ----------------- |
| Australia         | 9                 |
| Austria           | 3                 |
| Belgio (Vallonia) | 5                 |
| Belgio (Fiandre)  | 2                 |
| Canada            | 14                |
| Finlandia         | 8                 |
| Francia           | 1                 |
| Germania          | 3                 |
| Irlanda           | 8                 |
| Italia            | 2                 |
| Norvegia          | 9                 |
| Nuova Zelanda     | 6                 |
| Regno Unito       | 3                 |
| Svezia            | 9                 |
| Svizzera          | 4                 |
| Paesi Bassi       | 4                 |
| Spagna            | 1                 |

### Classifiche di fine anno
| Classifica (1997) | Posizione |
| ----------------- | --------- |
| Australia         | 56        |
| Belgio (Fiandre)  | 36        |
| Belgio (Vallonia) | 18        |
| Francia           | 14        |
| Italia            | 21        |
| Paesi Bassi       | 80        |
| Svezia            | 54        |
| Svizzera          | 22        |